# Lameira Bittencourt
João Guilherme Lameira Bittencourt (Lisboa, 29 de agosto de 1908 — Rio de Janeiro, 26 de janeiro de 1960) foi um advogado e político brasileiro.

Em 1957.

Filho de Raimundo Lameira Bittencourt e Maria Lameira Bittencourt, estudou no Colégio Paes de Carvalho e posteriormente ingressou na Faculdade de Direito do Pará. Foi um dos lideres das manifestações contra o presidente Arthur Bernardes, era pró-Getúlio Vargas fazendo parte da Aliança Liberal, além de ser voluntário contra Revolução Constitucionalista de São Paulo.
Foi vereador pelo Estado do Pará em 1936, além de interventor federal no Pará por um dia, de 29 a 30 de outubro de 1945.